# Ligne 14 du tramway de Genève
Pour les articles homonymes, voir Ligne 14.
La ligne 14 du tramway de Genève est une ligne diamétrale exploitée par les Transports publics genevois (TPG). Elle dessert plusieurs quartiers de Genève et quelques communes de l'agglomération. Les terminus sont à Bernex, Vailly et à Meyrin, Gravière.

## Histoire

### Les précédentes lignes 14
La ligne 14 de l'ancien réseau de tramway reliait le quai de la Poste au Grand-Lancy, elle fut mise en service le 5 août 1899 puis fusionne le 2 février 1925 avec la ligne 4. L'indice est réutilisé en 1969 par une ligne d'autobus qui est renommée en ligne 22 le 10 décembre 2006 afin de libérer l'indice pour une ligne de tramway.

### L'ancien tramway Genève-Chancy
Entre 1890 et 1961, une ligne de tram reliait déjà Genève à Chancy, via Bernex et la route du Grand-Lancy ; d'abord la ligne 15 puis la ligne 2 après 1954 et la suppression du tronçon Bernex-Chancy,. En 1961, la ligne 2 est remplacée par une ligne de trolleybus qui conserve cet indice et qui desservira Bernex jusqu'en 2011 et le retour du tramway.

### La ligne 14 actuelle

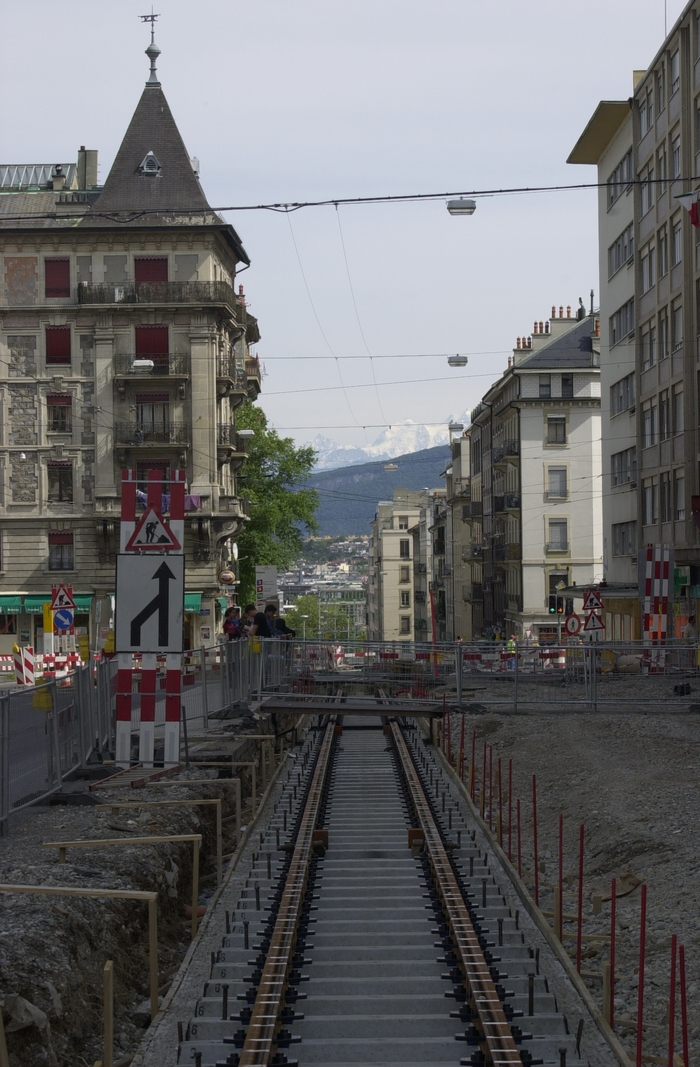
Les travaux sur la rue de la Servette.

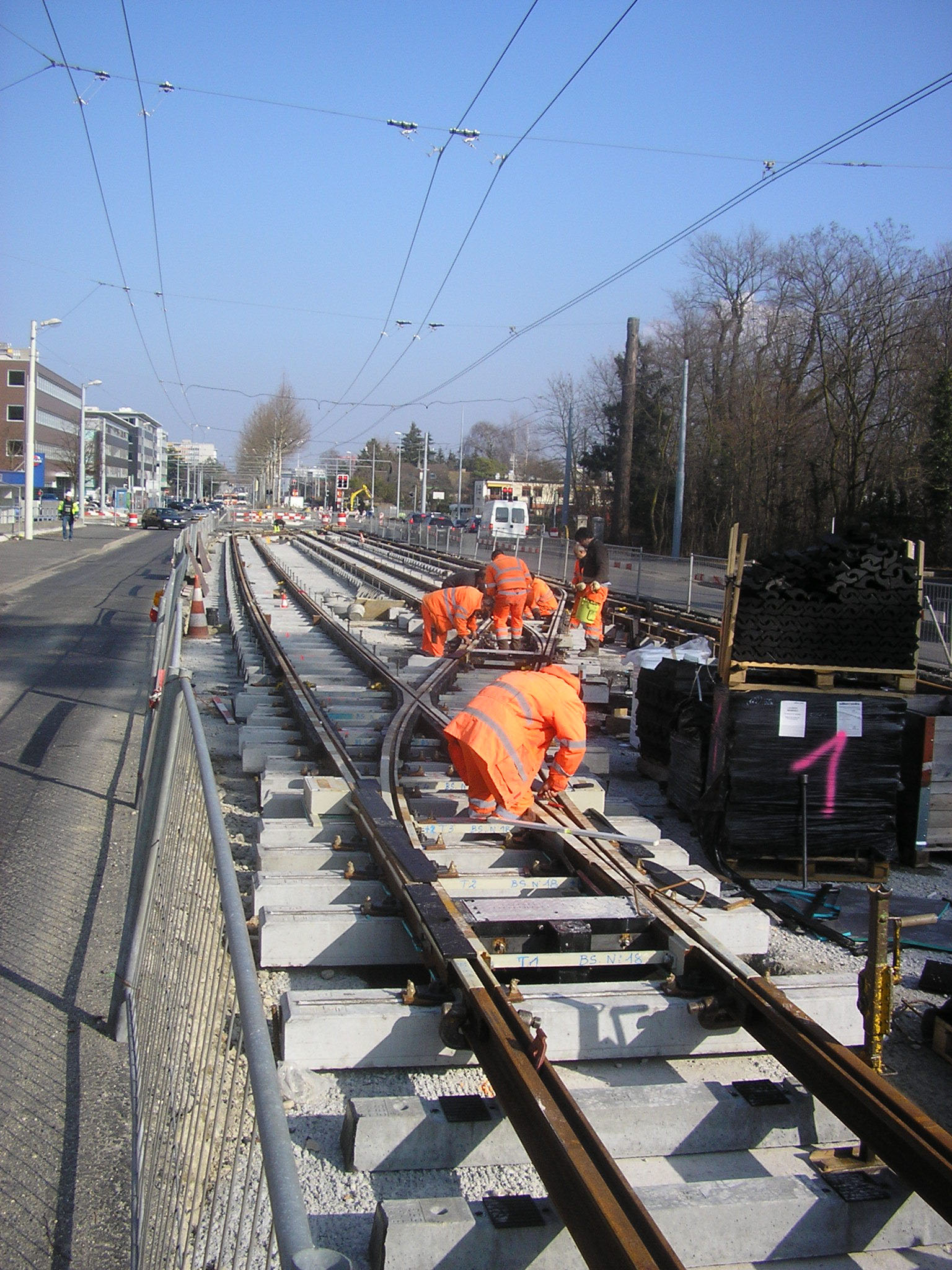
Les travaux sur la route de Chancy, à Onex.

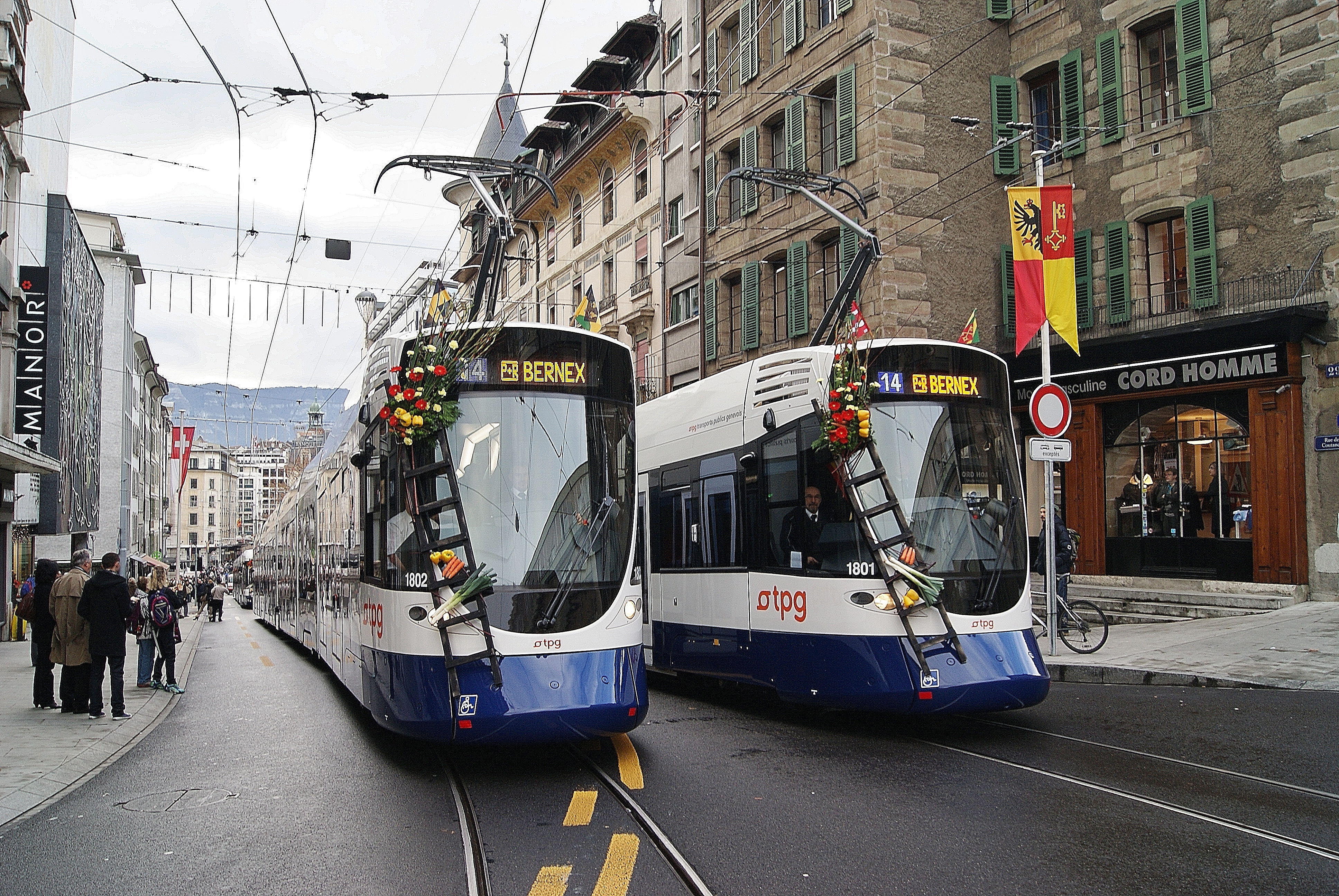
Convoi inaugural du prolongement à Bernex.

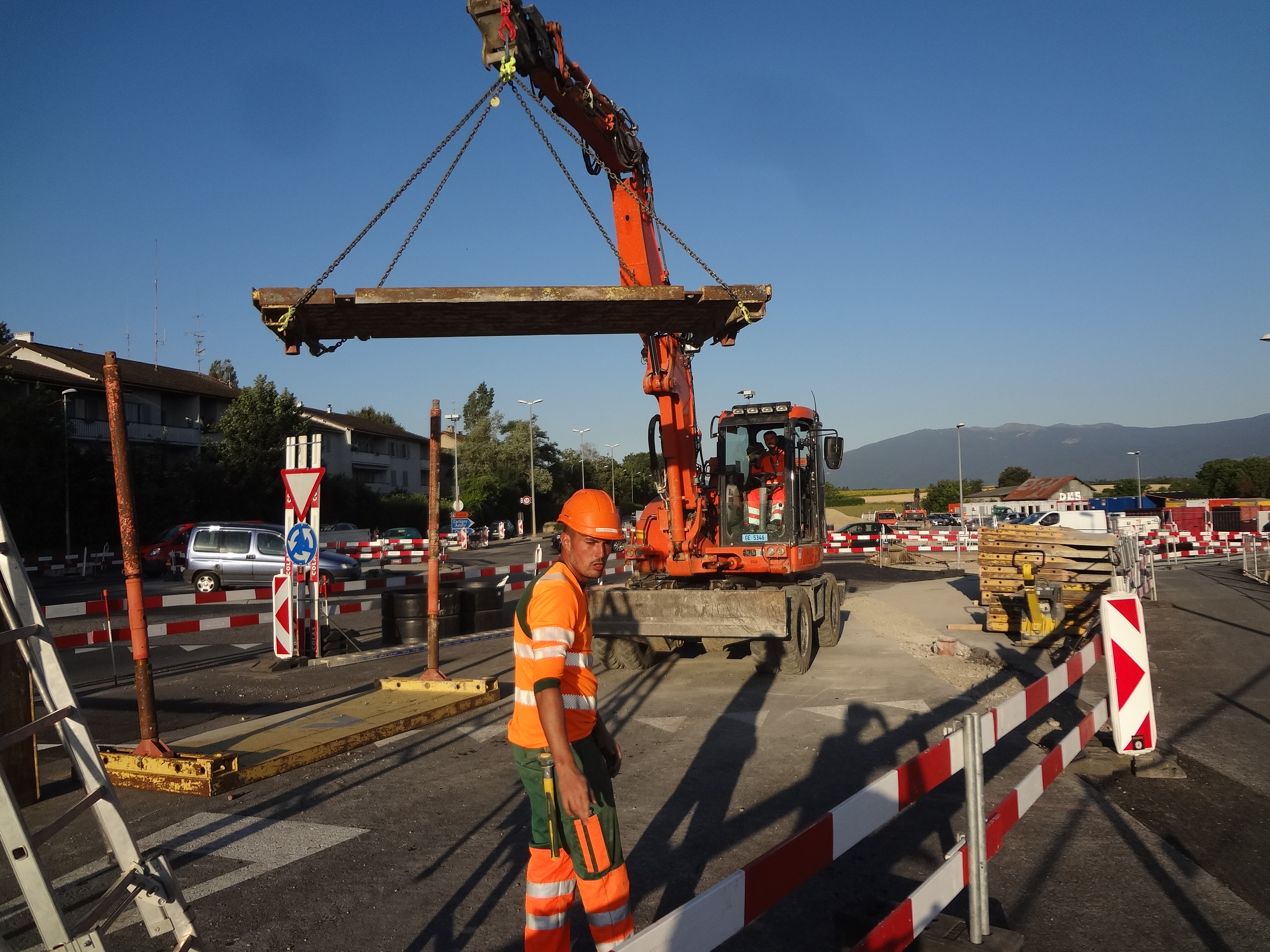
Travaux pour le prolongement du tram sous Bernex, juillet 2019.

La nouvelle ligne 14 est mise en service le 7 décembre 2007 entre le Bachet-de-Pesay, Carouge, la Gare Cornavin et Avanchet (projet TCMC phase 1). Elle est ensuite étendue jusqu'à Meyrin-Gravière le 12 décembre 2009 (projet TCMC phase 2).
La ligne 14 a la particularité d'emprunter les deux grandes extensions réalisées au cours des années 2000 : le TCMC (Tram Cornavin-Meyrin-CERN) et le TCOB (Tram Cornavin-Onex-Bernex). La concession fédérale du TCMC a été accordée en 2003, les travaux ont débuté en décembre 2005 et ont duré de deux à quatre ans, avec une mise en service partielle jusqu'aux Avanchets dès 2007 et en totalité jusqu'à Meyrin en 2009,. Pour le TCOB, la concession fédérale a été obtenue en 2006, le chantier a débuté en novembre 2008 pour une mise en service en 2011, lors de la réorganisation du réseau,,,.
À la veille du remaniement du réseau TPG du 11 décembre 2011, la ligne reliait donc le Bachet-de-Pesay à Meyrin. Cette restructuration, impliquant la réduction du nombre de lignes de tramway par la suppression des troncs communs et l'application de la logique d'une ligne par axe, afin de décongestionner le réseau, s'est accompagnée pour la ligne 14 de l'abandon de son tronçon Bel-Air - Bachet-de-Pesay au profit du nouveau tronçon vers Bernex via Onex (TCOB) et par la reprise de la desserte du CERN (La Direttissima, inauguré le 30 juin 2011),. La ligne fonctionne alors de Bernex, P+R à Meyrin, Gravière ou Meyrin, CERN, devenant l'unique ligne à branche du réseau.
Le 9 décembre 2012 la desserte du CERN est reprise par la ligne 18, remise en service afin de simplifier la desserte ; la 14 relie depuis lors Bernex, P+R à Meyrin, Gravière.
À la suite du tronçon jusqu'au parc relais de Bernex, la construction d'un second tronçon de 2,3 km et quatre nouvelles stations de la ligne 14 de Bernex, P+R à Bernex, Vailly, dont la concession a été octroyée en mars 2010, devait initialement être entamé en janvier 2013 pour être terminé fin 2014,,. 
L'extension ne verra ses travaux débuter qu'en février 2019, en raison de difficultés financières du canton et d'une forte opposition, avec une mise en service prévue le 13 décembre 2020,,,,,. 
Cette extension, dont le coût est estimé à 100 millions de francs suisses dont 26 pris en charge par la Confédération et le reste par le canton, sera construit en position centrale entre les deux chaussées de la route et non en site latéral, côté village, comme prévu à l'origine, afin de transformer la route en boulevard urbain. Le chantier devait nécessiter, au printemps 2020, de limiter la ligne à Confignon, croisée afin de réaménager la station Bernex, P+R qui ne sera donc plus un terminus. La mise en service est repoussée en 2021 en raison de la pandémie de Covid-19.
Du 13 décembre 2020 et ce jusqu'à la mise en service du prolongement de la ligne jusqu'à Bernex, Vailly, le terminus Bernex, P+R est reporté à l'arrêt précédent Confignon, croisée afin de permettre la jonction du nouveau tronçon avec l'existant et le déplacement de la station.
Cette extension doit accompagner le développement de la commune de Bernex qui verra d'ici 2026 la construction de 1 600 logements, essentiellement le long de la route de Chancy. La phase d'essais du nouveau tronçon débute le 8 juin 2021, pour une mise en service le 4 juillet suivant.

## Tracé et stations
La ligne est longue de 14,810 km. La ligne alterne tronçons totalement ou partiellement en site propre (sur une partie de la route de Chancy : dans la circulation générale vers Bernex, en site propre dans l'autre sens) et quelques tronçons mélangés avec la circulation générale en centre-ville (quais du Rhône et de la Poste, rue du Stand, rue de la Pépinière).
La ligne dessert de nombreux équipements ou lieux importants au départ de Bernex, la ligne traverse ensuite Confignon, Onex (Centre-ville, Église Saint-Martin), Lancy (Centre commercial Lancy Centre, Petit-Lancy), Genève (La Jonction, les Ponts de l'Île, la Basilique Notre-Dame, la gare de Genève-Cornavin, La Servette), Vernier (Balexert, Les Avanchets) pour finir à Meyrin (quartier de Blandonnet, le Jardin alpin, le centre culturel Forumeyrin, le quartier de la Gravière).

### Tracé
La ligne naît, au parc relais Vailly à l'ouest de Bernex puis continue sur la route de Chancy en longeant Bernex par le nord puis en traversant les communes de Confignon, d'Onex puis de Lancy avant d'entrer dans Genève et de franchir l'Arve par le pont Saint-Georges. La ligne emprunte successivement la rue des Deux-Ponts, le quai du Rhône puis la rue de Stand où les voies se dissocient, celle en direction de Bernex empruntant le quai de la Poste. Les deux voies se réunissent place Bel-Air, où elle est rejointe par la ligne 18, puis franchissent le Rhône par les Ponts-de-l'Île pour arriver place de Saint-Gervais. La ligne emprunte ensuite les rues de Coutance puis de Cornavin pour arriver place des XXII-Cantons où les voies se séparent pour passer de part et d'autre de la Basilique Notre-Dame avec la ligne 15, puis emprunte le passage de Montbrillant sous le faisceau de la gare de Genève-Cornavin puis la rue de la Pépinière pour rejoindre la rue de la Servette. Cette rue est prolongée par la route de Meyrin qui permet à la ligne de rejoindre Vernier, de longer l'aéroport international de Genève par le sud et d'arriver à Meyrin. Au Jardin Alpin la ligne bifurque à droite et se sépare de la ligne 18, elle emprunte le viaduc au-dessus de la rue Lect qui lui permet de rejoindre la rue De-Livron puis tourne à droite avenue de Vaudagne où se situe son terminus, dans le quartier de la Gravière.

### Liste des stations
La liste ci-dessous présente les stations et zones tarifaires selon la situation en vigueur au 15 décembre 2024.
|  |   |  | Station                       | Coordonnées                 | Zone | Communes  | Correspondances                                    |
|  | - |  | ----------------------------- | --------------------------- | ---- | --------- | -------------------------------------------------- |
|  | ■ |  | Bernex, Vailly                | 46° 10′ 30″ N, 6° 03′ 44″ E | 10   | Bernex    | • Bus • Transport à la demande Champagne           |
|  | • |  | Bernex, Hainard               | 46° 10′ 33″ N, 6° 03′ 57″ E | 10   | Bernex    |                                                    |
|  | • |  | Bernex, Luchepelet            | 46° 10′ 41″ N, 6° 04′ 23″ E | 10   | Bernex    | Bus                                                |
|  | • |  | Bernex, Pré-Marais            | 46° 10′ 46″ N, 6° 04′ 42″ E | 10   | Bernex    |                                                    |
|  | • |  | Bernex, P+R                   | 46° 10′ 42″ N, 6° 05′ 04″ E | 10   | Bernex    | • Bus                                              |
|  | • |  | Confignon, croisée            | 46° 10′ 43″ N, 6° 05′ 20″ E | 10   | Confignon | Bus                                                |
|  | • |  | Confignon, La Dode            | 46° 10′ 50″ N, 6° 05′ 40″ E | 10   | Confignon | Bus                                                |
|  | • |  | Onex, Salle communale         | 46° 11′ 00″ N, 6° 06′ 00″ E | 10   | Onex      | Trolleybus • Bus                                   |
|  | • |  | Onex, Bandol                  | 46° 11′ 10″ N, 6° 06′ 26″ E | 10   | Onex      | Bus                                                |
|  | • |  | Petit-Lancy, Les Esserts      | 46° 11′ 18″ N, 6° 06′ 50″ E | 10   | Lancy     | • Bus                                              |
|  | • |  | Petit-Lancy, place            | 46° 11′ 25″ N, 6° 07′ 09″ E | 10   | Lancy     | Bus                                                |
|  | • |  | Petit-Lancy, Quidort          | 46° 11′ 37″ N, 6° 07′ 26″ E | 10   | Lancy     |                                                    |
|  | • |  | Genève, Jonction              | 46° 12′ 04″ N, 6° 07′ 48″ E | 10   | Genève    | Trolleybus • Bus                                   |
|  | • |  | Genève, Palladium             | 46° 12′ 10″ N, 6° 07′ 59″ E | 10   | Genève    | Bus                                                |
|  | • |  | Genève, Stand                 | 46° 12′ 13″ N, 6° 08′ 26″ E | 10   | Genève    | Tramway • Bus                                      |
|  | • |  | Genève, Bel-Air               | 46° 12′ 17″ N, 6° 08′ 36″ E | 10   | Genève    | Tramway • Trolleybus • Bus                         |
|  | • |  | Genève, Coutance              | 46° 12′ 26″ N, 6° 08′ 32″ E | 10   | Genève    | Tramway • Trolleybus • Bus                         |
|  | • |  | Genève, gare Cornavin         | 46° 12′ 35″ N, 6° 08′ 31″ E | 10   | Genève    | • CFF • Léman Express • Tramway • Trolleybus • Bus |
|  | • |  | Genève, Lyon                  | 46° 12′ 34″ N, 6° 08′ 20″ E | 10   | Genève    | Tramway • Trolleybus                               |
|  | • |  | Genève, Poterie               | 46° 12′ 41″ N, 6° 08′ 04″ E | 10   | Genève    | Tramway • Trolleybus                               |
|  | • |  | Genève, Servette              | 46° 12′ 48″ N, 6° 07′ 49″ E | 10   | Genève    | Tramway • Trolleybus • Bus                         |
|  | • |  | Genève, Vieusseux             | 46° 12′ 55″ N, 6° 07′ 24″ E | 10   | Genève    | Tramway                                            |
|  | • |  | Vernier, Bouchet              | 46° 12′ 59″ N, 6° 07′ 05″ E | 10   | Vernier   | Tramway • Trolleybus • Bus                         |
|  | • |  | Vernier, Balexert             | 46° 13′ 06″ N, 6° 06′ 40″ E | 10   | Vernier   | Tramway                                            |
|  | • |  | Vernier, Avanchets-Étang      | 46° 13′ 11″ N, 6° 06′ 21″ E | 10   | Vernier   | Tramway                                            |
|  | • |  | Vernier, Blandonnet           | 46° 13′ 20″ N, 6° 05′ 47″ E | 10   | Vernier   | • Tramway • Bus                                    |
|  | • |  | Meyrin, Jardin-Alpin-Vivarium | 46° 13′ 33″ N, 6° 04′ 59″ E | 10   | Meyrin    | Tramway • Bus                                      |
|  | • |  | Meyrin, Forumeyrin            | 46° 13′ 45″ N, 6° 04′ 57″ E | 10   | Meyrin    | Bus                                                |
|  | • |  | Meyrin, Vaudagne              | 46° 14′ 00″ N, 6° 04′ 39″ E | 10   | Meyrin    | Bus                                                |
|  | ■ |  | Meyrin, Gravière              | 46° 14′ 11″ N, 6° 04′ 54″ E | 10   | Meyrin    | • Bus                                              |

Les stations en gras servent de départ ou de terminus à certaines missions.

## Exploitation de la ligne

### Amplitude horaire
La ligne fonctionne de 4 h 40 à 0 h 40 du matin du lundi au jeudi, le vendredi son service est prolongé jusqu'à 2 h 45 du matin, le samedi de 5 h 10 à 2 h 45 du matin et les dimanches et jours fériés de 5 h 10 à 1 h 15 du matin. Les tramways relient Bernex, Vailly à Meyrin, Gravière en 50 minutes en moyenne, grâce à une vitesse commerciale de 17,68 km/h. Les horaires étendus les vendredis et samedis soir se font dans le cadre de la complémentarité avec le service nocturne.
En début et fin de service, les rames sortant ou quittant le dépôt ont Vernier, Blandonnet ou Meyrin, Jardin-Alpin-Vivarium pour terminus.

### Matériel roulant

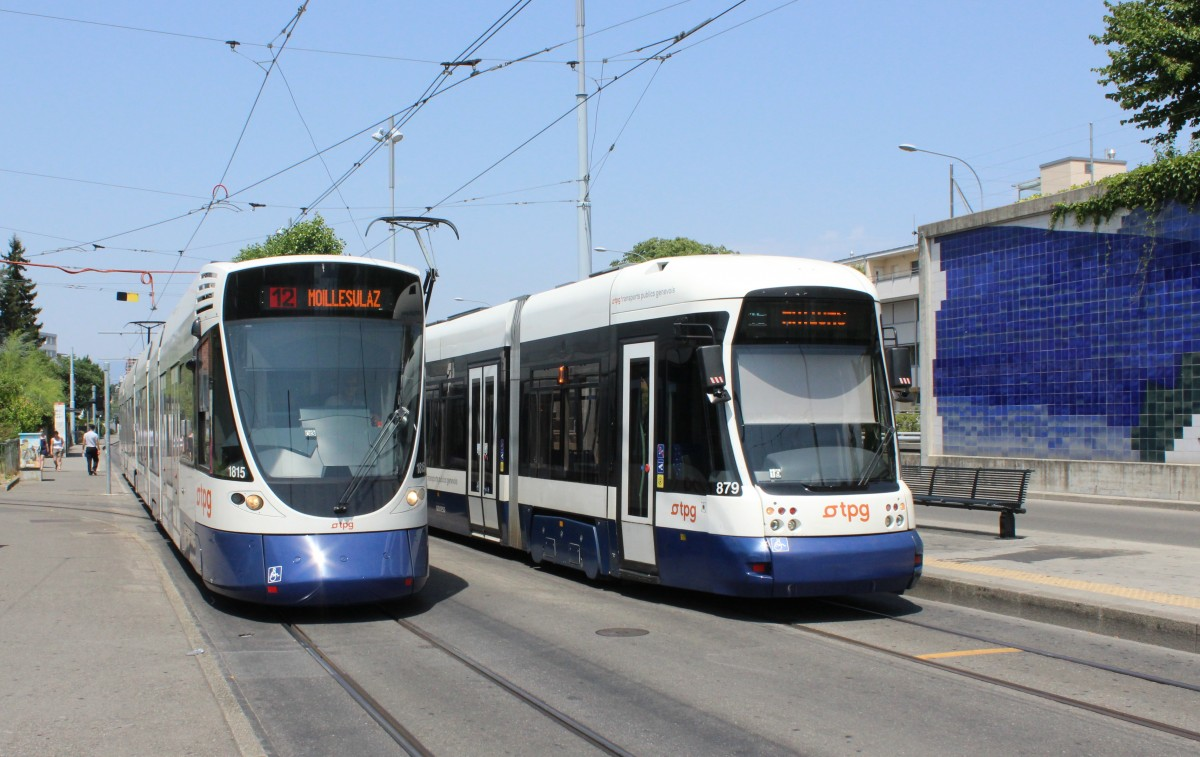
Stadler Tango (à gauche) et Bombardier Cityrunner (à droite).

La ligne est exploitée à l'aide des deux matériels bidirectionnels du réseau, à savoir les Bombardier Cityrunner et les Stadler Tango. L'absence de boucles de retournement aux terminus interdit l'usage de matériel unidirectionnel sur la ligne.

### Tarification
La ligne est située en intégralité dans la zone 10 de la communauté tarifaire Unireso.

### Trafic
En 2024, la ligne a assuré 30,153 millions de voyages, en faisant la première ligne la plus fréquentée du réseau TPG, tous modes confondus.

## Projets artistiques

### Art&tram
Le projet « art&tram » est porté par cinq communes traversées par la ligne 14 : Lancy, Onex, Confignon, Bernex et Genève, sous l’égide du Fonds cantonal d'art contemporain et du Service cantonal de la culture. Chacune des cinq communes parraine une installation artistique, la sixième installation relie toutes les autres car elle concerne une rame de tram. Le projet « art&tram » a démarré en 2009, il vise à « renforcer la perception de la mobilité douce comme un choix qui fait primer la qualité de vie et de l’expérience, en sus des questions écologiques et de planification urbaine bien connues » et à accompagner les mutations urbaines entre centre et périphérie.
- Trame et tram de Silvie Defraoui (2013)[27]. Dessins géométriques peints sur le sol, aux trois arrêts situés sur la commune de Lancy. « (…) les lignes blanches, les passages piétonniers, constituent une sorte de langage officiel directif auquel on obéit, que l’on soit en voiture ou à pied. Cela a donné envie (à l'artiste) de créer un contrepoint, dans ce langage même, un intervalle de liberté. Rien de subversif, dit-elle, mais un petit espace sans contrainte, une aire d’évasion qui attrape le regard et l’entraîne ailleurs. »
- Le sage d'Ugo Rondinone (2014)[28]. Un colosse de granit dominant la place des Deux-Églises à Onex (10 mètres de haut, 85 tonnes). « Par le choix du matériau (la pierre), de la technique (interventions minimales laissées visibles) et du sujet (l’humain), cette sculpture prend une dimension universelle, traversant le temps et l’espace. La figure humaine tout autant que la pierre sont en effet communes aux créations plastiques de presque toutes les civilisations. Tutélaire par sa posture et sa taille, le colosse de Rondinone évoque une forme de spiritualité ancestrale. »
- Les jeux sont faits – rien ne va plus – faites vos jeux  d’Eric Hattan (2014)[29]. Mâts de lampadaires détournés sur la commune de Confignon. « Tordu, retourné, mutant, réassemblé, chacun d’entre eux devient une sculpture unique et inattendue, parfois à la limite de l’impossible. »
- Monochrome Rose de Pipilotti Rist (2016)[30]. La rame Stadler Tango no 1820 peinte en rose extérieur (sauf les portes) et intérieur, sièges roses. « Incursion sensuelle dans l’expérience quotidienne, ce projet intègre un facteur de surprise puisqu’il ne sera jamais possible de prédire où et quand la rame passera. Ce projet est également conçu comme un appel à la fantaisie des voyageurs : les connotations positives du rose lui confèrent un aspect irréel. »
- Sans titre de John Armleder (2018). Installation lumineuse dans le passage sous-voie de Montbrillant à la gare de Genève-Cornavin. « John M Armleder fait en sorte que le passage sous voies ne soit plus exclusivement un lieu de transit mais qu’il participe également de l’identité de Genève. »[31]
- Beautifull bridge du duo Lang-Baumann (Sabina Lang et Daniel Baumann) (mars 2023[32]). À Bernex entre les nouveaux immeubles d'habitation de Saint Michel, et les maisons confignonaises de Cressy. « (Ce pont) est à la fois un belvédère et un promontoire qui permet un nouveau point de vue sur le paysage, une scène (au pied de l’une des piles) et des gradins (pouvant accueillir jusqu’à 120 personnes sur le tablier du pont) permettant à des spectacles ou des performances d’y prendre place, ou encore un espace de détente où se reposer, pique-niquer ou se retrouver. »

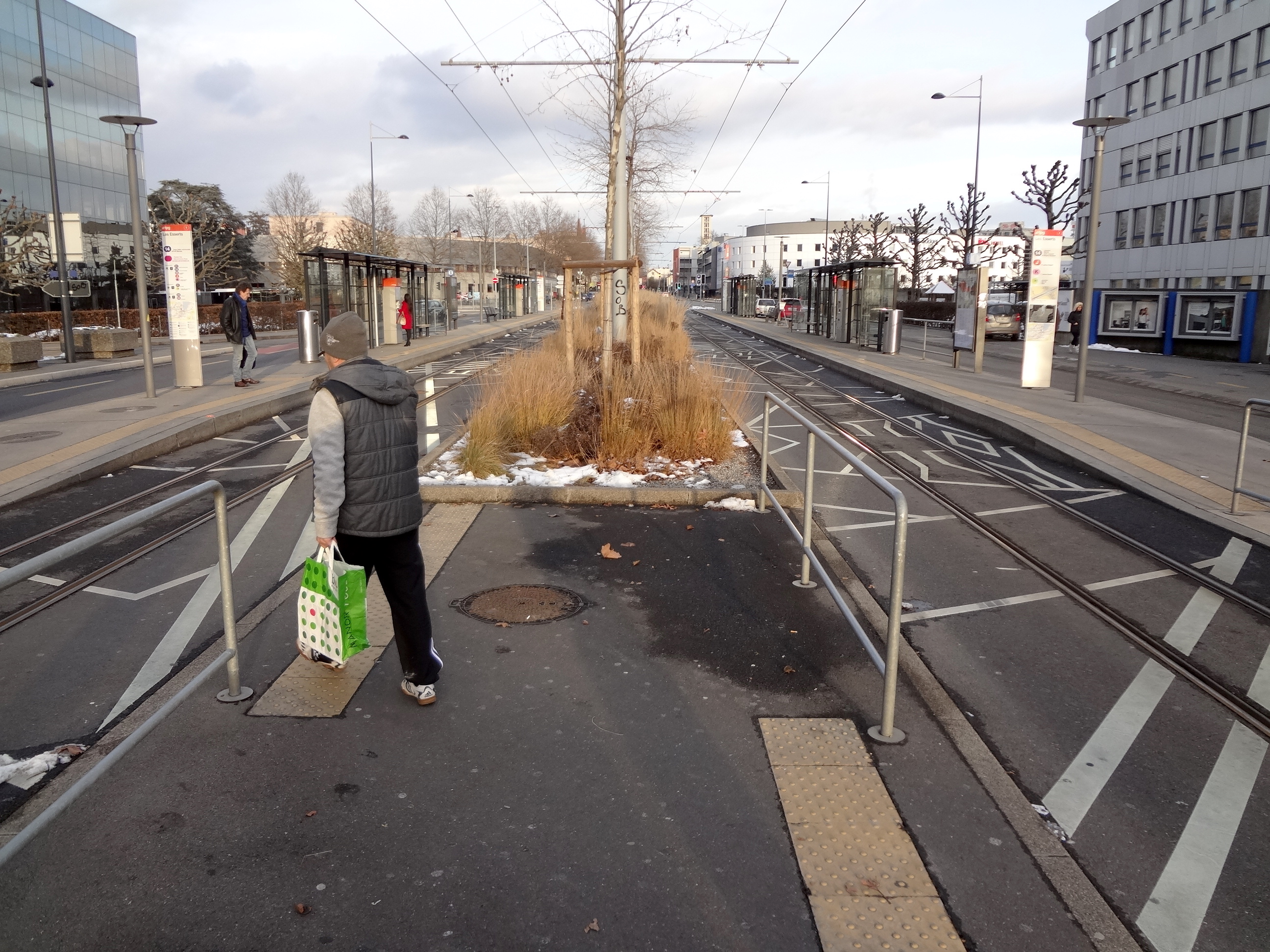
Trame et tram, Lancy, Silvie Defraoui.
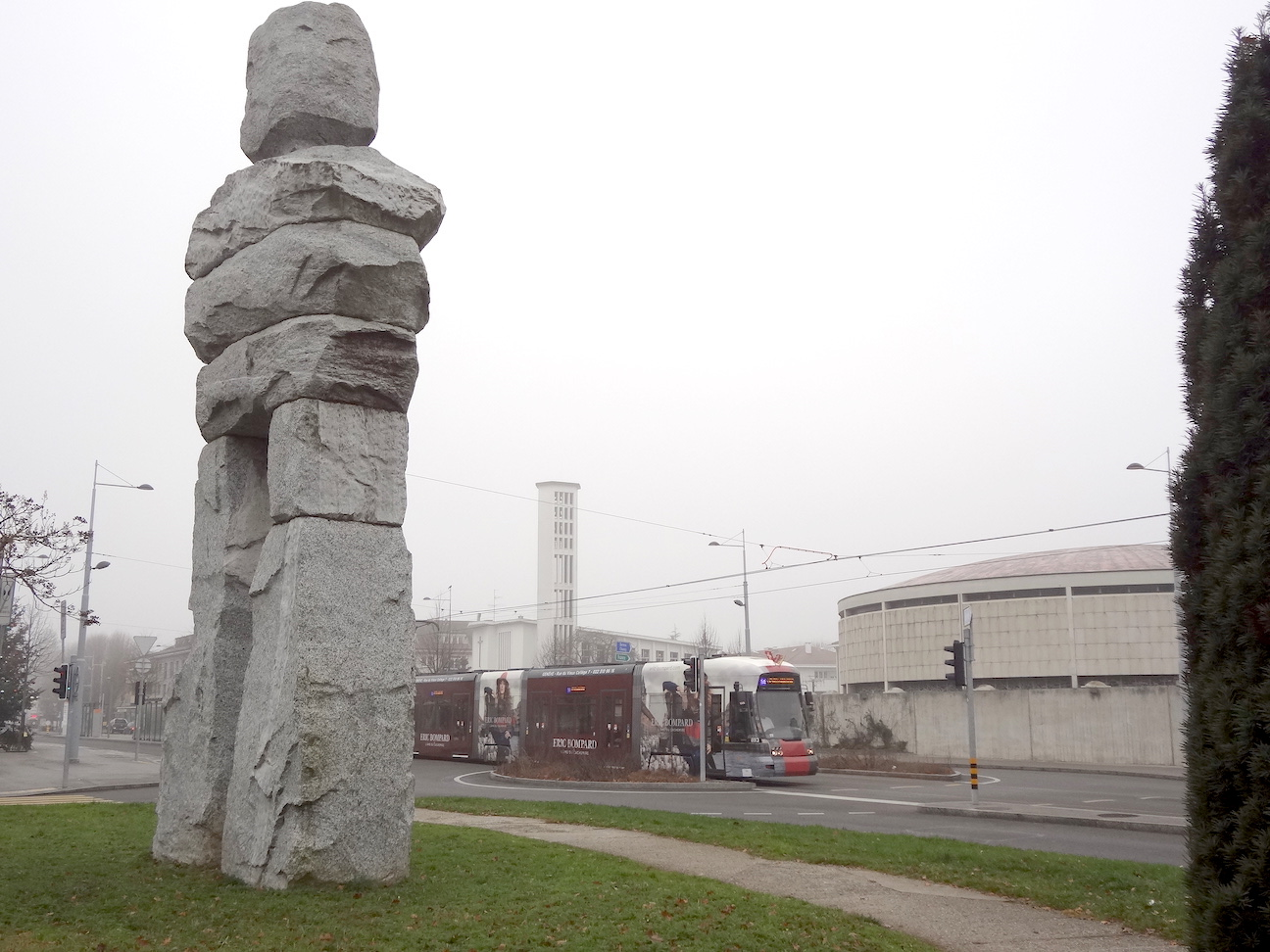
Le sage, Onex, Ugo Rondinone.
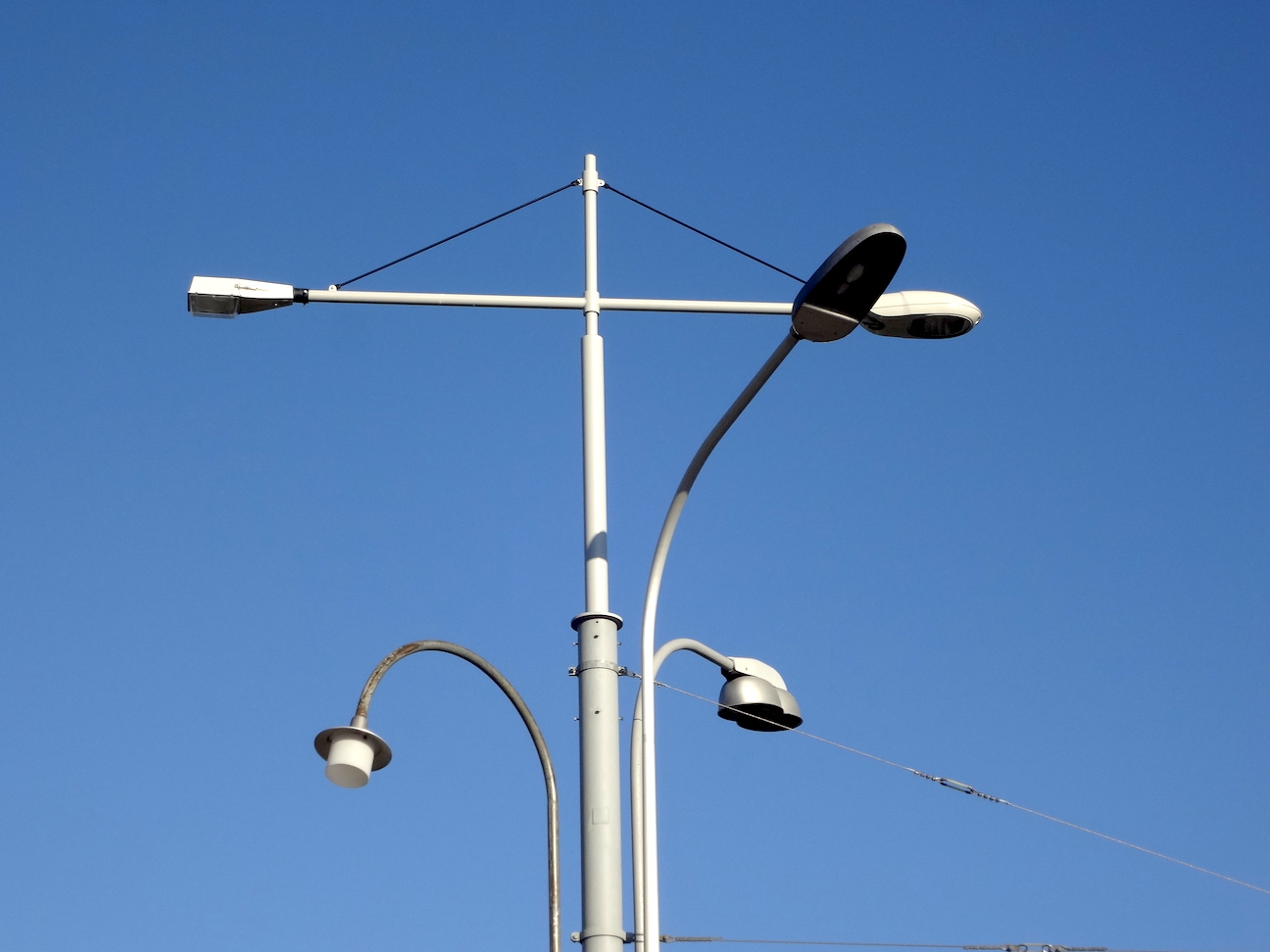
Les jeux sont faits…, Confignon, Eric Hattan.
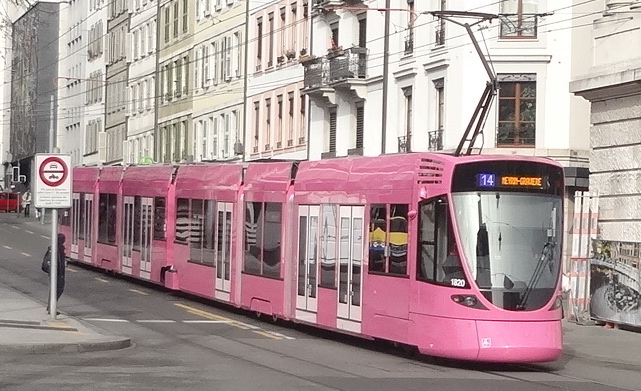
Monochrome Rose de Pipilotti Rist.
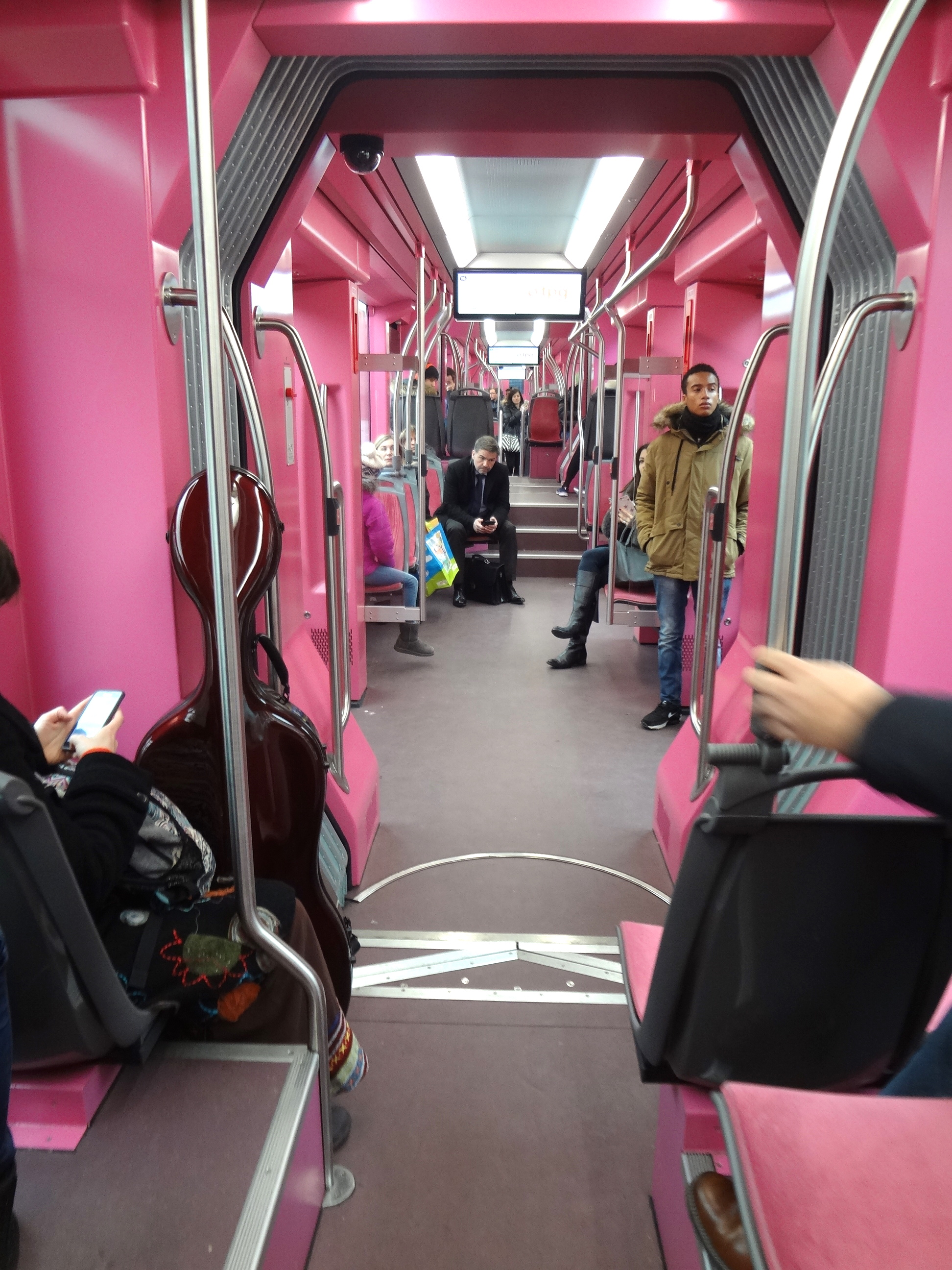
Monochrome Rose de Pipilotti Rist.

### Ligne 71-17
Dans le cadre du festival « Les Créatives » (10-26 novembre 2017), le collectif féminin « Les Indociles » crée une exposition visuelle et sonore à l'intérieur du tram « Monochrome Rose », avec une chronologie des événements depuis 1971 (adoption du droit de vote des femmes en Suisse). La proposition artistique est soutenue par le Fonds cantonal d'art contemporain, elle s’intitule « Ligne 71-17 » (pour 1971 et 2017) et comprend des documents d’archives, des citations ou exhortations, des interventions sonores après l’annonce de chaque arrêt. Des affiches du MLF genevois des années 1970 et 1980 sont placées à l’extérieur du tram.